# Washington Court House, Ohio
Washington Court House là một thành phố thuộc quận Fayette, tiểu bang Ohio, Hoa Kỳ. Năm 2010, dân số của thành phố này là 14192 người.

## Dân số
- Dân số năm 2000: (X) người.
- Dân số năm 2010: 14192 người.